# Danzig 777: I Luciferi
Danzig 777: I Luciferi es el séptimo disco de la banda Danzig, lanzado en 2002 por el sello discográfico de Glenn Danzig, Evilive Records, y distribuido por Spitfire Records.
El sonido del álbum deja atrás los grandes efectos, las voces sintetizadas y lo realizado en las dos últimas placas de estudio (Danzig 5: Blackacidevil y 6:66 Satan's Child). Así vuelve a los riffs pesados, de ritmo lento, acompañados de la potente voz de Glenn.

## Lista de canciones
Todos los temas fueron escritos por Glenn Danzig.
1. Unendlich
2. Black Mass
3. Wicked Pussycat
4. God of Light
5. Liberskull
6. Dead Inside
7. Kiss the Skull
8. I Luciferi
9. Naked Witch
10. Angel Blake
11. The Coldest Sun
12. Halo Goddess Bone
13. Without Light, I Am

## Créditos
- Glenn Danzig - voz, guitarra, telados
- Joey Castillo - batería
- Howie Pyro - bajo
- Todd Youth - guitarra

## Producción
- Producción artística: Glenn Danzig
- Ingeniero de grabación: Nick Raskulinecz y Shawn Berman
- Masterizado: Tom Baker

- Datos: Q3492187